# Översvämningarna i Sverige 2000
Översvämningarna i Sverige 2000 inträffade under perioden juli-november år 2000 i Sverige, främst i landskapen Dalarna, Dalsland och Värmland. Redan under perioden april-juni samma år hade de översvämningsdrabbade områdena i södra Norrland haft mer regn än normalt.
Den 22 juli år 2000 tvingades den lokala räddningstjänsten att bränna ner en hundraårig villa i byn Torpshammar för att hindra att huset skulle dras ned av vattenmassorna, bilda en stoppkloss under en närliggande bro och underminera grunden till en bensinstation.
Natten mot den 23 november år 2000 var skyddsvallarna som höll tillbaka vattenmassorna nära att brista vid Arvika, men den lokala räddningstjänsten ville ändå inte kalla orten för "katastrofområde".
Man fruktade även att Carl Larsson-gården skulle drabbas.